# Rere
Rere és una localitat a la comuna xilena de Yumbel, Província de Biobío, a la Regió del Biobío.
Fundada el 1765 pel governador Antonio de Guill y Gonzaga, i anomenat Villa de San Luis Gonzaga de Rere. Rere és a 21 km a l'oest de la ciutat de Yumbel. És un poble de significació històrica. Per la seva interessants immobles en tova, el poblat de Rere seria declarat "Zona Típica" pel Consell de Monuments Nacionals, abans del terratrèmol. Avui Rere necessita ajuda externa per poder reconstruir aquest valuós llegat d'immobles moltes vegades més que centenaris.
Pertany a la coneguda ruta turística anomenada Ruta de l'Or El campanar i les seves campanes aliades en or constitueixen un dels majors atractius dins del poble. També la disposició dels seus carrers i l'antiguitat de les seves construccions constitueixen un altre atractiu.

## Història
Els orígens de Rere es relacionen directament amb la guerra fronterera que van lliurar espanyols i maputxes des dels començaments de la Conquesta. Durant el segle xvi el procés de fundació de ciutats i la presa de possessió de les terres on vivien les reduccions indígenes es va consolidar amb algunes dificultats fins a la zona del riu Biobío.
En aquest període arriba a Xile el governador Alonso de Ribera qui, veient les mancances dels seus antecessors, traça un pla destinat a donar-li una nova dinàmica al procés de conquesta. Per a això fa construir una sèrie de fortes al llarg del Bío Bío a fi d'assegurar aquella frontera natural i conjuntament amb això, cap a 1603, va fundar entre Chillán i Concepción l'anomenada Estada de Rei, que aquest mateix any va poblar de bestiar i va sembrar de blat.
El fort neix llavors a conseqüència de la necessitat de cuidar els sembrats i bestiar que de continu eren objecte de robatori. La fortalesa es perfila amb un caràcter més defensiu que de protagonisme en la lluita contra els araucans. A més per la seva ubicació a esquena dels forts que estaven a la vora del Bío Bío, servia com a punt intermedi per al socors dels diferents forts o com a punt de retirada gradual entre una eventual ofensiva indígena.
Va ser capital de la província o Corregiment de Rere. Després, va ser capital del Partit de Rere, dependent de la Intendència de Concepción, el que des de 1823 va esdevenir la Delegació de Rere. Posteriorment, va ser capital del Departament de Rere, dependent de la província de Concepción. Després, la capçalera del departament passa a Yumbel.
El 1891, amb el decret de creació de municipalitats, es crea el Municipi de San Luis Gonzaga, el territori abasta la subdelegació 2a de San Luis Gonzaga del Departament de Rere.
Amb el DFL 8582 del 30 de desembre de 1927, es crea el Departament de Yumbel, a partir del Departament de Rere, menys el territori de la Municipalitat de Tucapel.
D'acord amb el DFL 8583, en el Departament de Yumbel es crea la Comuna i Subdelegació de San Rosendo, que comprèn les antigues subdelegaciones2.a San Luis Gonzaga, 3a Malvoa, 4a Talcamávida i 5a Quilaco, de manera que se suprimeix la Municipalitat de San Luis Gonzaga.
Finalment en la dècada de 1970, es modifiquen novament els límits de les comunes, i Rere queda comprès dins de la Comuna de Yumbel .